# Phasmagyps
Phasmagyps é um gênero extinto de aves da família Cathartidae, conhecido do Oligoceno. Fósseis foram encontrados no Colorado. O gênero contém uma única espécie descrita, P. patritus, que é, possivelmente, a mais antiga espécie de urubu conhecida, embora a sua colocação na família Cathartidae tem sido questionada.